# 대양고등학교
대양고등학교(大洋高等學校)는 대한민국 부산광역시 남구 문현동에 있는 사립 고등학교이다.

## 학교 연혁
- 1946년 3월 15일 : 부산 무선 공과학교 개교
- 1951년 10월 3일 : 부산 무선공업 기술학교로 개편 (3년제) 인가
- 1954년 5월 10일 : 천주고 대구교구 유지재단에서 인수
- 1954년 5월 23일 : 대양공업고등학교로 승격 인가
- 1962년 10월 26일 : 천주교 부산교구 유지재단으로 이양
- 1973년 9월 1일 : 영도구 남항동에서 현 문현동 신축교사로 이전
- 1997년 3월 20일 : 학교법인 성모학원으로 독립
- 1997년 7월 31일 : 교명변경 대양전자정보고등학교
- 2013년 3월 1일 : 대양전자통신고등학교로 교명변경
- 2021년 3월 1일 : 교명 변경 대양고등학교
- 2021년 3월 1일 : 학칙 변경 디지털전자과 → 전기전자과 / 전자통신과 → IT네트워크과
- 2021년 3월 1일 : 제18대 강경태 교장 취임
- 2023년 1월 5일 : 2022학년도 제69회 졸업식 (138명, 총 28,986명)
- 2023년 3월 2일 : 2023학년도 입학식(전기전자과 57명, IT네트워크과 70명)

## 설치 학과
- 전기전자과
- e스포츠과
- IT네트워크과

## 참고 자료
- 대양고등학교 - 한국교육학술정보원 학교알리미